# Militärhistorische Stiftung Graubünden

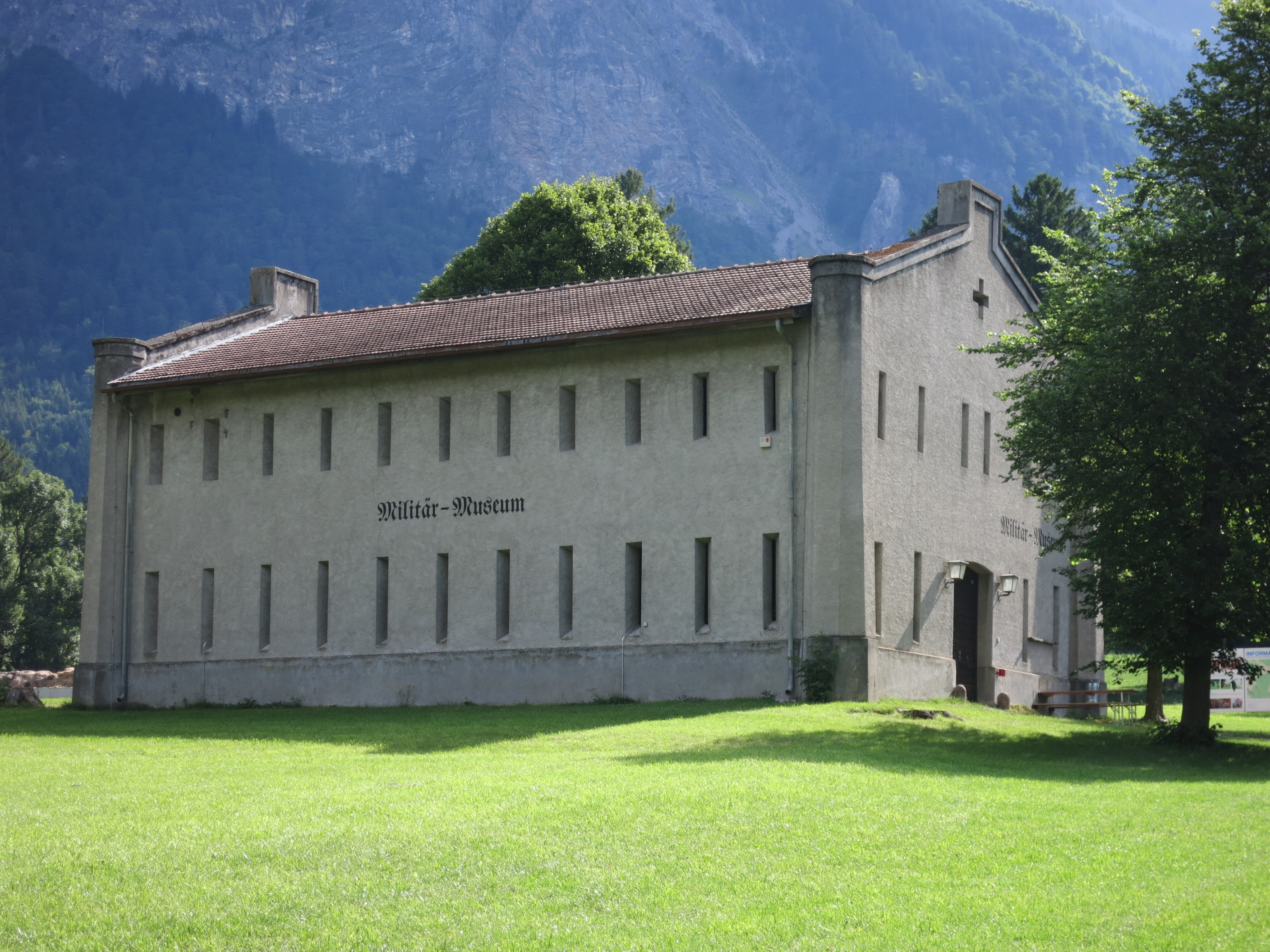
Militärmuseum St. Luzisteig

Die Militärhistorische Stiftung Graubünden ist eine Stiftung mit dem Zweck, das militärische Erbe der Schweizerischen Eidgenossenschaft im Kanton Graubünden zu sichern.

## Zweck
Die Stiftung will das militärhistorische Kulturgut des Bundes und des Kantons Graubünden erhalten.  Zu diesem Zweck übernimmt sie Festungswerke und andere militärische Anlagen im Kanton Graubünden, renoviert, unterhaltet und betreibt sie, um diese für Wissenschaft und Öffentlichkeit zugänglich zu machen. Sie sammelt historisches Material der Schweizer Armee.

## Geschichte
Die Schweizer Armee erfuhr gegen Ende des 20. Jahrhunderts tiefgreifende Umstrukturierung. 1995 wurde die Armee 61 durch die Armee 95 abgelöst und redimensioniert. Ein weiterer Veränderungsprozess wurde mit der Armee XXI angestossen. Dabei wurden Truppenbestände, Einsatzkonzepte und Armeematerial den neuen Bedürfnissen angepasst. In der neuen, mobilen Armee finden permanente unterirdische Anlagen keine Verwendung mehr. Diese Anlagen wurden grösstenteils entwaffnet (desarmiert), versiegelt oder abgerissen beziehungsweise zurückgebaut.
Die Militärhistorische Stiftung Graubünden wurde 1999 mit Sitz in Chur gegründet, um das militärhistorische Erbe dreier militärhistorischer Phasen zu bewahren: Ausgewählte «Zeitzeugen» aus der alten Militärgeschichte sowie aus den beiden Weltkriegen  für die zukünftigen Generationen zu retten und zu erhalten. Neben dem Erwerb und Erhalt von Festungswerken und anderen militärhistorischen Objekten will die Stiftung jährliche Erinnerungsanlässen und Zusammenkünfte unter ehemaligen Militärangehörige organisieren. Sie will Gemeinden und Institutionen unterstützen, welche ähnliche Aktivitäten durchführen.

### Finanzierung
Das Stiftungskapital wurde durch den Kanton Graubünden, Firmensponsoren und Einzelmitglieder eingebracht.
Weitere militärhistorische Vereine tragen zur Deckung der jährlichen Betriebskosten, Unterhalt und Personalkosten bei: Verein Festungsmuseum Crestawald, Verein Militärmuseum St. Luzisteig. Der Anschluss weiterer Vereine ist möglich. Gönner der Stiftung oder Mitglied eines Vereins kann jede Person, Unternehmung und Institution werden.

## Militärhistorische Kulturgüter
Die folgenden Anlagen konnten erhalten und der Öffentlichkeit als Museum oder für Führungen zugänglich gemacht werden:
- Festung Crestawald ⊙[2]
- Festung Albula ⊙[3]
- Militärmuseum St. Luzisteig ⊙[4]
- Über die 1968 gebaute, letzte oberirdische Sauerstofffabrik (Lufttrennanlage) des Schweizer Militärs in Ilanz, die von 1969 bis 2005 als autarke Produktionsstätte hochreinen Stickstoff und Sauerstoff für die Sanitätstruppen herstellte, hat die Stiftung einen Film produzieren lassen. Darin kommt der Chef der Anlage zu Wort, der sie 27 Jahre lang betrieben hat.[5]

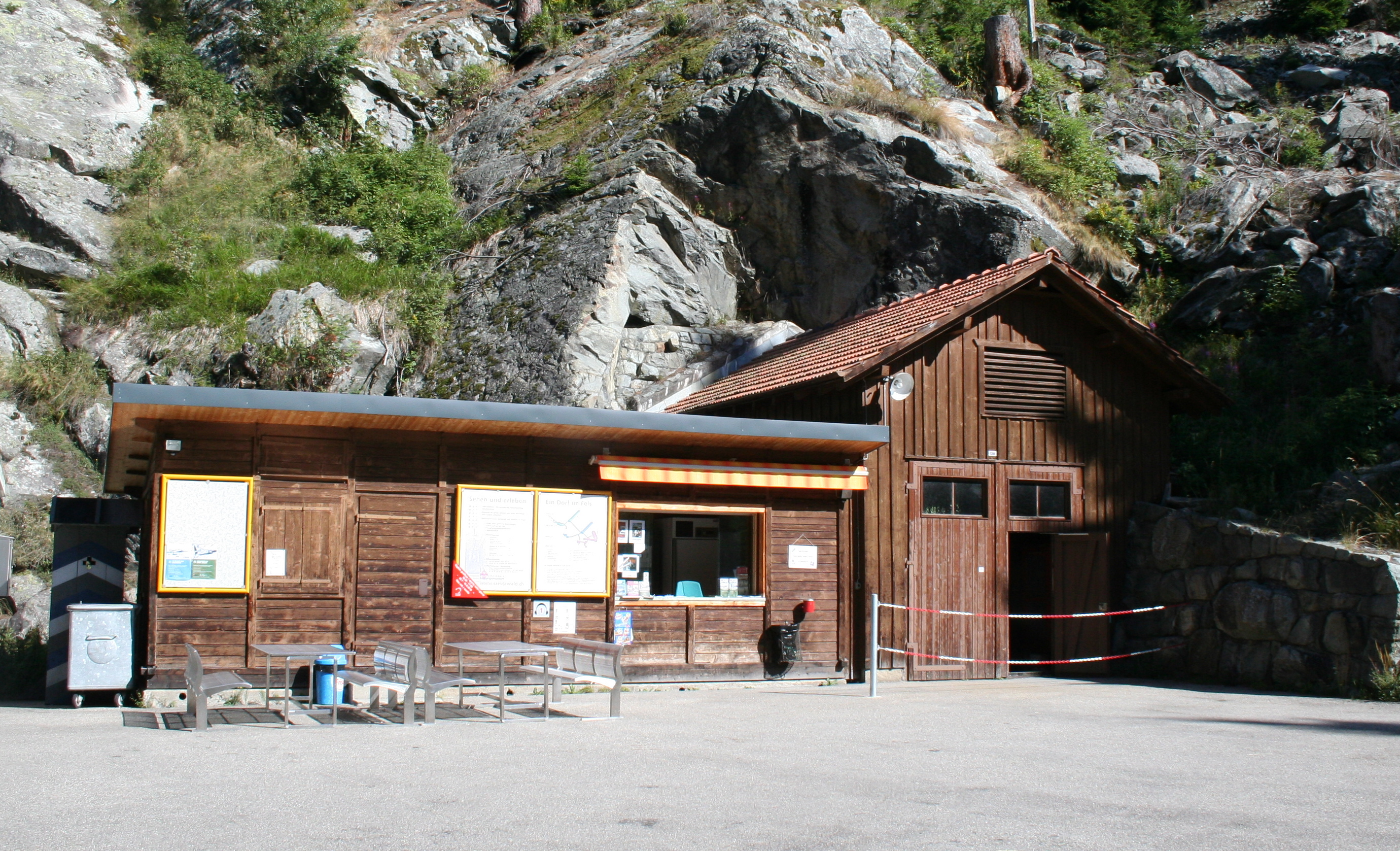
Militärmuseum Crestawald
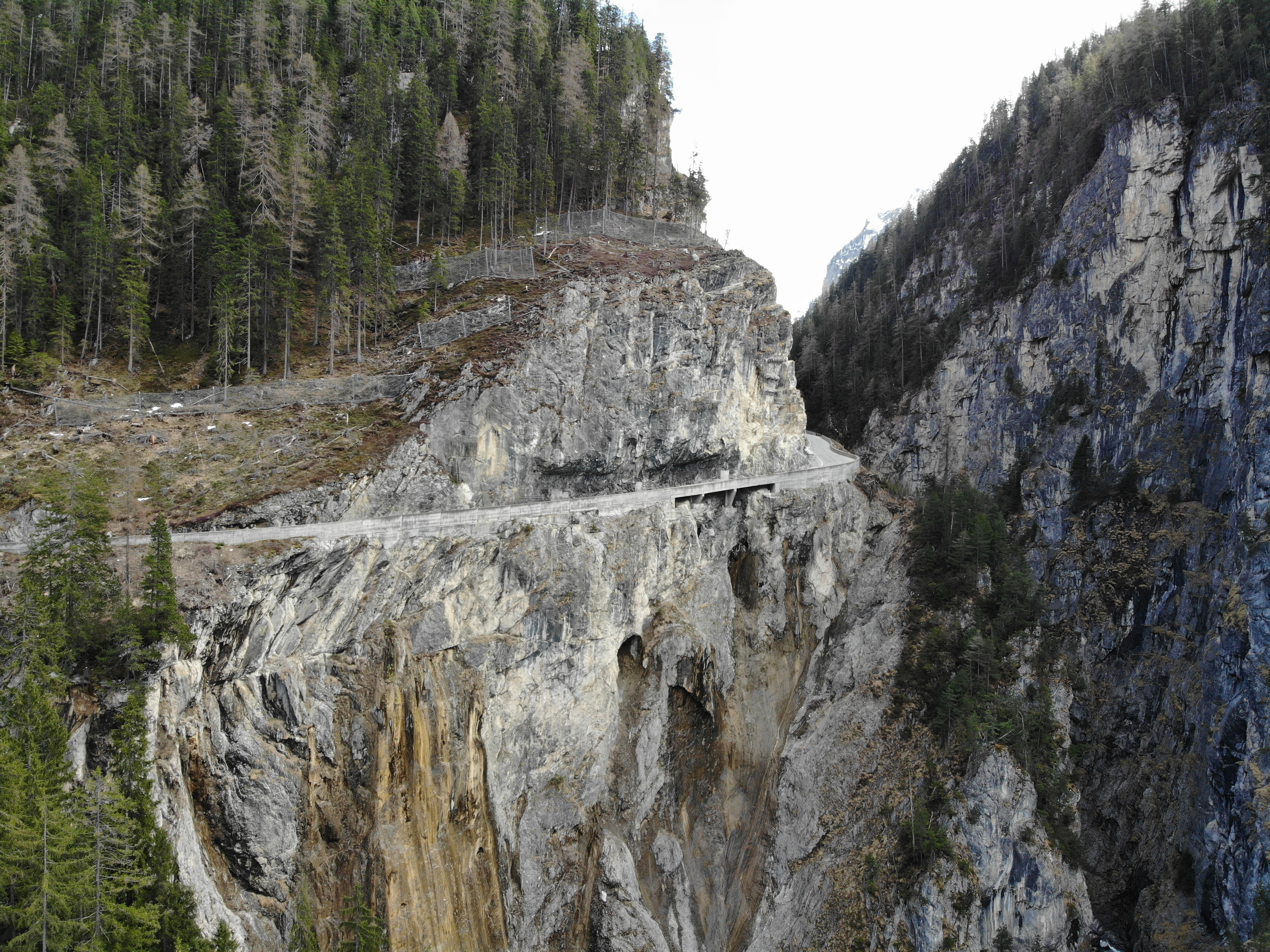
Festung Albula: Bergünerstein

### Projekte
Aus dem ehemaligen Kommandoposten der Grenzbrigade 12 in Alvaneu entsteht ein Museum zum Thema Kalter Krieg. Die unterirdische Führungsanlage wird in einer mehrjährigen Aufbauarbeit renoviert, damit die schweizweit einzigartigen Inhalte gezeigt werden können. Die Eröffnung ist im Frühjahr 2020 geplant.

### Sauerstofffabrik Ilanz

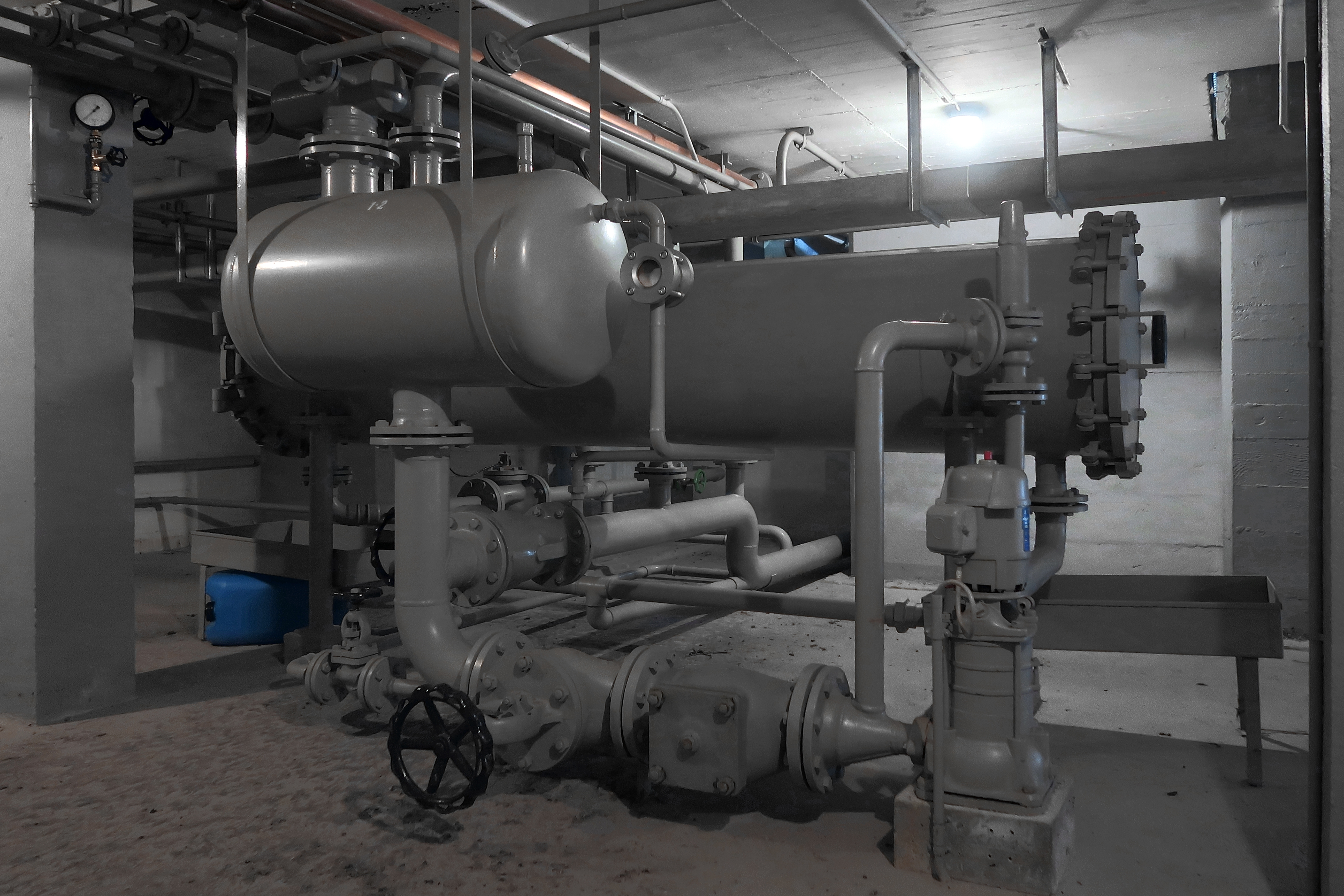
Militärische Lufttrennanlage Ilanz

In der Lufttrennanlage Ilanz («Sauerstofffabrik Ilanz»)⊙ wurde von 1969 bis 2005 hochreiner Sauerstoff und Stickstoff hergestellt und an die Sanitätstruppe hauptsächlich für das Militärspital Disentis abgegeben. Damit sollte die Versorgungsautonomie gewährleistet werden. Die einzige noch erhaltene Anlage dieses Typs wurde vom Festungsmuseum Sperre Trin Instand gestellt, betreut und konnte erstmals am 18. Januar 2020 besichtigt werden.